# Жак Натан
Жак Натан Примо е български историк (политикономист, стопански историк), марксист и висш функционер на БКП (член на нейния централен комитет), академик на БАН и 5-и ректор на Висшия икономически институт „Карл Маркс“.

## Биография
Роден е на 28 октомври 1902 година в София в еврейско семейство. От ранна възраст се включва в редиците на БКМС, където през 1920-те години достига до длъжността политически секретар. Член е на БКП и представител на Комсомола в Изпълнителното бюро на ЦК на БКП.
Заминава за Съветския съюз (1926), където завършва Международната ленинска школа в Москва и специализира политическа икономия.
Завръща се в България през 1930 година. Става член на Агитпропната комисия на ЦК на БКП (1931 – 1934). Участва в списването на в. „Ехо“ (1930 – 1934), сп. „Звезда“ (1932 – 1934) и сп. „Стопански проблеми“. През 1934 година е арестуван и осъден на 2 години затвор по ЗЗД. През 1941 – 1943 година е въдворен в концлагера Еникьой, Ксантийско.
След 9 септември 1944 година е сред идеолозите на БКП. Макар че за ционизма е характерен антисъветизъм, той препоръчва на ционистите в България „да придобият съветска ориентация“. Малко преди масовото изселване (подкрепяно от БКП) на български евреи за Израел препоръчва рестриктивност към еврейските събрания, тъй като „всички гости са агенти на англо-американския империализъм“. По тази причина се създава Еврейският демократичен фронт през 1947 година, а всички останали организации са закрити.
Съосновател (1944) е на Съюза на научните работници в България (от 1990 година: Съюз на учените в България), дългогодишен член на неговия президиум (1944 – 1974). Директор е на издателството на БКП „Партиздат“ (1945 – 1949).
Член е на Националния комитет на Отечествения фронт (1945 – 1947), подпредседател на Комитета за наука, изкуство и култура (1949 – 1952).
От 1958 година е член-кореспондент, а от 1961 година е академик на Българската академия на науките. Професор по политическа икономия (1949). Преподава във Висшия икономически институт „Карл Маркс“ и в Софийския университет. Ректор на ВИИ „Карл Маркс“ (1957 – 1962). Директор на Икономическия институт на БАН. Главен редактор на сп. „Исторически преглед“ (1950 – 1974).
Женен е за Рената – еврейка от Видин, дъщеря на Хаим Пизанти, основател на комунистическата организация в града (чийто чичо Салтиел Пизанти загива като опълченец на вр. Шипка). Имат 3 деца – Дими, Валери и Таня (Пауновска).

## Памет
На академик Жак Натан е наречена улица в квартал „Студентски град“ в София (Карта).

## Признание
Акад. Натан е награден с:
- орден „Георги Димитров“ (1964, 1972)
- почетно звание „Герой на социалистическия труд“ (1964)
- почетно звание „Народен деятел на науката“ (1965)
- Димитровска награда (1950, 1966)

## Памет
В негова чест е наименувана улица „Академик Жак Натан“ в Студентския град в София.